# Хорнер, Себастьян фон
Себастьян Рудольф Карл фон Хорнер (нем. Sebastian Rudolf Karl von Hoerner; 15 апреля 1919 года — 7 января 2003) — немецкий астрофизик, радиоастроном, теоретик космонавтики и SETI.

## Научная работа
В декабре 1961 года, в своей, ставшей классической, статье «The Search for Signals from Other Civilizations» фон Хорнер перечислил причины угасания цивилизаций, среди которых, в частности, назвал такие причины, как вырождение и потеря интереса к науке.
В июле 1962 года он сделал важный вывод о том, что поскольку мы, возможно, никогда не сможем нанести визит нашим соседям в других звёздных системах, то единственное, что нам остаётся, это начать их искать и пытаться с ними разговаривать дистанционно, в радиодиапазоне, по проектам SETI и METI.
Молчание Вселенной фон Хорнер объяснял тем, что наши инструменты пока очень несовершенны, а затраты на поиски совершенно ничтожны. Для успехов поисков необходимо на них тратить не меньше, чем мы сейчас тратим на астрофизику, считал он.
В 1967 году первым спроектировал «гомологическое» зеркало радиотелескопов, при деформациях, изменяющих фокусное расстояние, сохраняющее параболическую форму.